# Бондарь, Юрий Александрович
Юрий Александрович Бондарь (2 июля 1930, город Первомайск ныне Попаснянского района Луганской области — 30 ноября 2014, Киев, Украина) — украинский советский партийный деятель, министр местной промышленности Украинской ССР. Депутат Верховного Совета УССР 9-11-го созывов. Кандидат в члены ЦК КПУ в 1981—1990 г.

## Биография
Родился в семье шахтера. Трудовую деятельность начал в 1944 году на Лисичанский автобазе Ворошиловградской области.
В 1954 году окончил Московский автомеханический институт.
В 1954—1956 годах — инженер-конструктор, старший инженер-конструктор главного конструкторского бюро Харьковского тракторного завода имени Серго Орджоникидзе. В 1956—1961 годах — заместитель начальника, начальник сборочного цеха № 2 Харьковского тракторного завода имени Серго Орджоникидзе.
Член КПСС с 1957 года.
В 1961—1963 годах — заместитель секретаря, секретарь партийного комитета Харьковского тракторного завода имени Серго Орджоникидзе.
В 1963—1969 годах — 1-й секретарь Орджоникидзевского районного комитета КПУ Харькова. В 1969 году — инспектор ЦК КПУ.
В 1969 — июле 1974 года — секретарь Хмельницкого областного комитета КПУ.
В июле 1974 — 17 октября 1980 — 2-й секретарь Хмельницкого областного комитета КПУ.
В 1980 — январе 1986 года — заведующий отделом сельскохозяйственного машиностроения ЦК КПУ.
8 января 1986—1990 года — министр местной промышленности Украинской ССР.
С 1990 года — на пенсии в Киеве.
В 1991—1992 годах — вице-президент научно-производственного объединения — концерна «ИНТЕКОН». В 1993—1997 годах — советник-консультант УНК «Укрсильгоспмаш».
С 2000 года — заместитель председателя, а с 2004 года — 1-й заместитель председателя Комитета ветеранов труда Совета Организации ветеранов Украины.
За несколько дней до смерти Кабинетом Министров Украины лишен государственных льгот вместе с рядом бывших государственных деятелей.
Умер на 85-м году жизни 30 ноября 2014 года. Похоронен на Байковом кладбище (участок № 49а).

## Награды
- орден Октябрьской Революции
- два ордена Трудового Красного Знамени
- орден Дружбы народов
- медали